# Розподілена економіка
Розподілена економіка ( DE ) — це термін, введений Алланом Йоханссоном та ін. у 2005 році. 

## Визначення
Не існує офіційного визначення DE, але його можна описати як регіональний підхід до сприяння інноваціям малих і середніх підприємств, а також сталого розвитку . Концепція проілюстрована на малюнку нижче, який показує централізовану,децентралізовану та розподілену економіку відповідно.

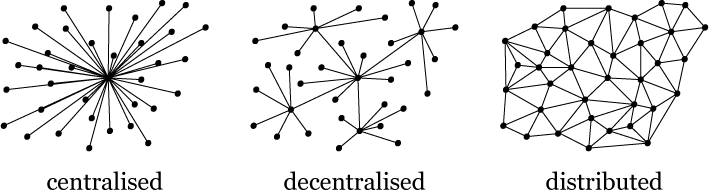
Різні типи економік

## Особливості
Відносини в DE набагато складніші, ніж у централізованій економіці. Ця функція робить всю економіку більш стабільною – кінцеві вузли більше не покладаються лише на один центральний вузол. Він також нагадує екологічні мережі, що робить його хорошим прикладом промислової екології . Великою перевагою DE є те, що він дозволяє об’єктам у мережі набагато більше працювати з регіональними/місцевими природними ресурсами, фінансами, людським капіталом, знаннями, технологіями тощо. Це також робить організації більш гнучкими, щоб реагувати на потреби місцевого ринку і таким чином генерувати більший інноваційний поштовх. Роблячи це, вони стають кращим відображенням свого соціального середовища і таким чином можуть покращити якість життя . Вся концепція DE зовсім не є новим винаходом – саме так було організовано більшість доіндустріальних економік. Однак інформаційні технології відкрили нові двері для цієї концепції: інформацією можна ділитися набагато легше, а невеликі виробничі потужності ( швидке створення прототипів ) стають дешевшими.  Концепція DE добре працює з розробкою фаб-лабораторій .
Не всі галузі підходять для розподіленої економіки; наприклад, багато хімічних процесів стають економічно доцільними та ефективними лише у великомасштабному виробництві. З іншого боку, біоенергетика та споживчі товари є перспективними кандидатами для інтеграції в цю модель. Крім того, у сфері агропромисловості та ремісничого виробництва розподілена економіка може значно підвищити ефективність використання ресурсів і сприяти створенню більш стійких локальних виробничих ланцюгів.
Не всі галузі підходять для DE; наприклад, багато хімічних процесів стають економічно доцільними та ефективними лише у великих масштабах. З іншого боку, біоенергетика  та споживчі товари є цікавими кандидатами.

## Зовнішні посилання
- DeLabs - навчальні лабораторії для розподілених економік
- DE в Міжнародному інституті економіки промислового довкілля Лундського університету, Швеція